# Maurice Armitage

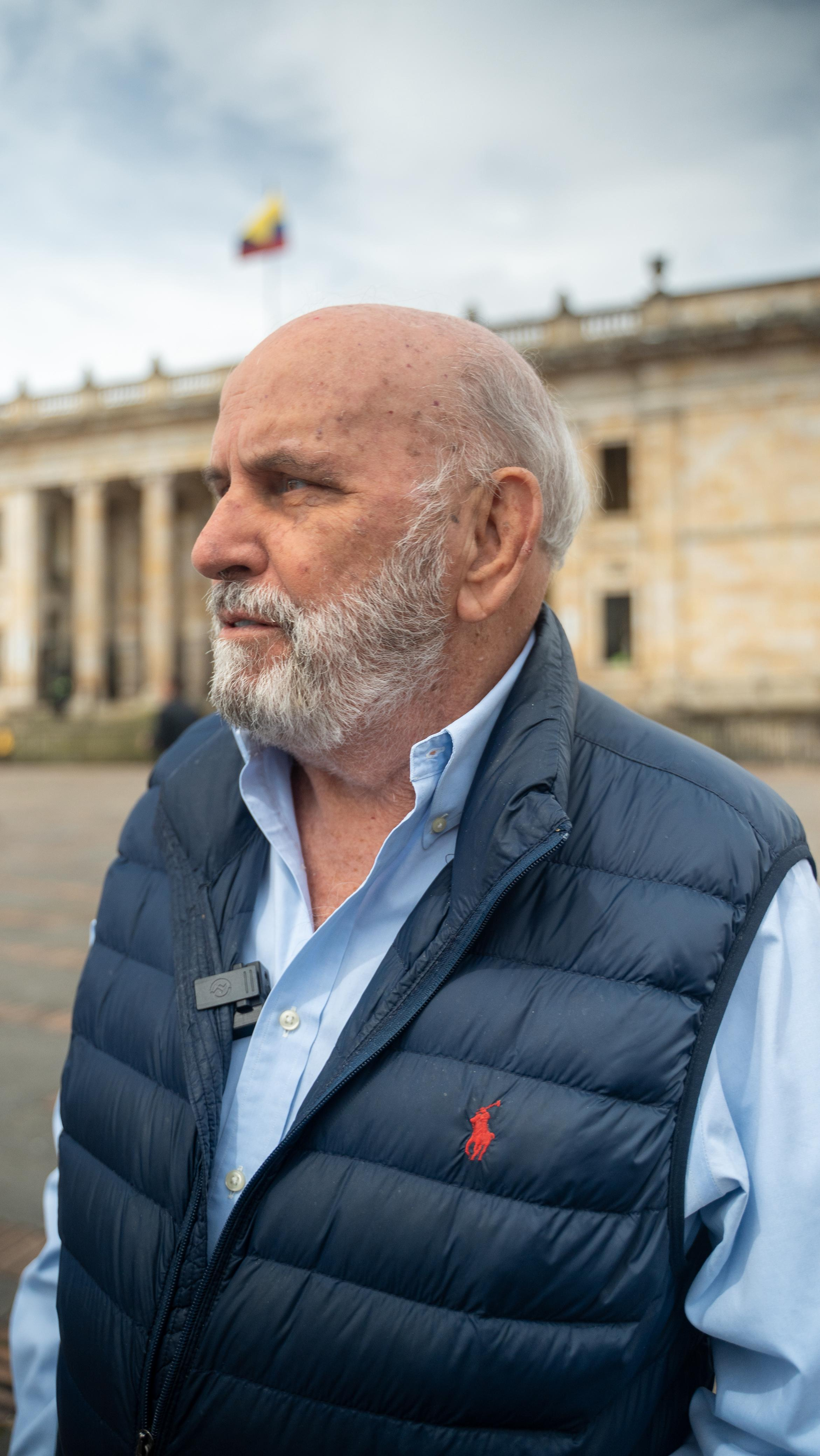
Maurice Armitage, julio de 2025.

Norman Maurice Armitage Cadavid (Cali, 13 de junio de 1945) es un empresario y político colombiano. 
Fue alcalde de Cali desde el 1 de enero de 2016 hasta el 31 de diciembre de 2019. Fundador de la Siderúrgica de Occidente (Sidoc) y el Ingenio de occidente. Es conocido por el trabajo social realizado en Cali mediante sus empresas y las fundaciones relacionadas con estas, en zonas vulnerables de la ciudad. En 2015 decidió incursionar en la política como candidato a la alcaldía de Cali, resultando ganador en las elecciones efectuadas en octubre del mismo año.

## Biografía
Nació en Cali, tiene ascendencia inglesa por parte paterna. Inicio estudios en Economía en la Universidad del Valle y Derecho en la San Buenaventura, sin culminar ambos. Se dedicó a crear negocios varios y trabajó en la siderúrgica, luego compró la empresa Fundente que más tarde renombraría como Siderúrgica de Occidente (SIDOC), de la que ha sido su presidente por casi tres décadas. Allí se ha dado a conocer por el trabajo social de su fundación en el barrio de Siloé y por ofrecer ayuda en la chatarrización de las armas entregadas por el Movimiento 19 de abril (M-19) tras el proceso de paz en 1990. Es reconocido por repartir las utilidades de la empresa con sus empleados cada tres meses. Es también propietario del Ingenio del Occidente, socio de Cementos San Marcos y miembro de la junta directiva de la Cámara de Comercio de Cali y de Fenalco Valle, es uno de los inversionistas que aportó para el relanzamiento de la Revista Cambio en Colombia. 

### Alcaldía de Cali
En 2015 inició su campaña a la Alcaldía de Cali con el respaldo del círculo empresarial local. Gracias a su perfil de líder empresarial e independiente, y símbolo de reconciliación durante el Proceso de paz. Su movimiento Creemos Cali logró recibir el apoyo de diversos sectores políticos, posicionándose como uno de los candidatos con mayor intención de voto junto a Angelino Garzón. Armitage ganó las elecciones locales con un 38% de los votos.

### Secuestro
Armitage ha sido secuestrado en dos ocasiones, la primera en 2002 por el frente 57 de las FARC-EP que lo retuvo por casi dos meses. La segunda ocurrió en 2008, cuando delincuentes comunes se lo llevaron de su finca en Jamundí con su mayordomo como cómplice. Estas experiencias llevaron a que Armitage estuviera en el último grupo de víctimas que viajó a La Habana a participar en lo diálogos para el Acuerdo de Paz entre el gobierno colombiano y las FARC-EP.